# Самотній Санта шукає місіс Клаус
«Самотній Санта шукає місіс Клаус» — сімейний комедійний фільм про жінку, яка втратила віру в дива, але нове знайомство змінить її.

## Сюжет
Мати-одиначка Бет більше не вірить у чудеса, вона знає, що всього треба добиватися самостійно. Жінка багато працює, а увесь вільний час проводить із сином. Вона випадково знайомиться з Ніком. Його батько Санта Клаус, який вийшов на пенсію. Нік має замінити його, але для цього йому треба одружитися.

## У ролях
| Актор               | Роль        |
| ------------------- | ----------- |
| Стів Гуттенберг     | Нік         |
| Крістал Бернард     | Бет         |
| Домінік Скотт Кей   | Джейк       |
| Томас Калабро       | Ендрю       |
| Армін Шімерман      | Ернест      |
| Себастіан Тіллінгер | Геннесі     |
| Макензі Фіцджеральд | Джоселін    |
| Марша Енн Беррс     | місіс Клаус |

## Створення фільму

### Виробництво
Зйомки фільму проходили в Сімі-Валлі, Каліфорнія, США.

### Знімальна група
- Кінорежисер — Гарві Фрост
- Сценарист — Памела Воллес
- Кінопродюсери — Браян Гордон, Ерік Олсон
- Композитор — Марк Воттерс
- Кінооператор — Дейн Петерсон
- Кіномонтаж — Крейг Бассетт
- Художник-постановники — Ерік Вейлер
- Артдиректор — Марк Дж. Маллінз
- Художник-декоратор — Кейсі Додд, Марк Дж. Маллінз
- Художник по костюмах — Карлі Трейсі
- Підбір акторів — Пенні Перрі, Емі Бет Ріс[1].

## Сприйняття

### Критика
Фільм отримав змішані відгуки. На сайті Rotten Tomatoes оцінка стрічки становить 54 % на основі 3 905 відгуків від глядачів (середня оцінка 3,4/5). Фільму зарахований «розсипаний попкорн» від глядачів, Internet Movie Database — 6,0/10 (864 голоси).

### Номінації та нагороди
| Нагороди та номінації фільму «Самотній Санта шукає місіс Клаус» | Нагороди та номінації фільму «Самотній Санта шукає місіс Клаус» | Нагороди та номінації фільму «Самотній Санта шукає місіс Клаус» | Нагороди та номінації фільму «Самотній Санта шукає місіс Клаус» | Нагороди та номінації фільму «Самотній Санта шукає місіс Клаус» | Нагороди та номінації фільму «Самотній Санта шукає місіс Клаус» |
| Рік                                                             | Кінофестиваль/кінопремія                                        | Категорія/нагорода                                              | Номінант                                                        | Результат                                                       |                                                                 |
| --------------------------------------------------------------- | --------------------------------------------------------------- | --------------------------------------------------------------- | --------------------------------------------------------------- | --------------------------------------------------------------- | --------------------------------------------------------------- |
| 2005                                                            | «Молодий актор»                                                 | Найкраща чоловіча роль у телефільмі чи міні-серіалі             | Домінік Скотт Кей                                               | Номінація                                                       |                                                                 |